# Phytoscutus eugenus
Phytoscutus eugenus är en spindeldjursart som först beskrevs av Edward A. Ueckermann och Loots 1985.  Phytoscutus eugenus ingår i släktet Phytoscutus och familjen Phytoseiidae. Inga underarter finns listade i Catalogue of Life.